# Pieces of a Man (album AZ)
Pieces of a Man – drugi album studyjny amerykańskiego rapera AZ.

## Lista utworów
| Nr | Tytuł                           | Czas | Producent                   | Gościnnie                |
| -- | ------------------------------- | ---- | --------------------------- | ------------------------ |
| 1  | "New Life (Album Intro)"        | 1:22 | Goldfinga                   |                          |
| 2  | "I'm Known"                     | 2:11 | Goldfinga                   |                          |
| 3  | "How Ya Livin"                  | 4:30 | L.E.S.                      | Nas                      |
| 4  | "Trading Places"                | 3:43 | Trackmasters                | Donell Jones             |
| 5  | "What's the Deal"               | 3:56 | Trackmasters                | Kenny Greene             |
| 6  | "Love Is Love"                  | 5:14 | Goldfinga, Gucci Jones & AZ | Half-A-Mil & Nature      |
| 7  | "The Pay Back"                  | 3:06 | Goldfinga & Gucci Jones     |                          |
| 8  | "Just Because"                  | 2:53 | L.E.S.                      |                          |
| 9  | "SOSA"                          | 2:05 | Trackmasters                |                          |
| 10 | "It's a Boy Thing"              | 4:02 | Trackmasters                | Nature                   |
| 11 | "Pieces of a (Black) Man"       | 3:44 | Trackmasters                |                          |
| 12 | "Last Dayz"                     | 5:19 | Smoove                      | Monifah                  |
| 13 | "Whatever Happened (The Birth)" | 3:37 | RZA                         | RZA                      |
| 14 | "Trial of the Century"          | 4:27 | Nashiem Myrick              | Foxy Brown & Panama P.I. |
| 15 | "Betcha Don't Know"             | 3:57 | Tony Dofat                  | Keanna Henson            |

## Użyte sample
- "New Life (Album Intro)" 
  - Nina Simone - "Feelin' Good"
- How Ya Livin'
  - Glenn Jones - "Show Me"
- Love Is Love
  - Nina Simone - "Black Is The Color Of My True Love's Hair"
  - Hans Zimmer - "Happy Birthday Maggie"
- The Pay Back
  - Sade - "Like A Tattoo"
  - utwór "Excerpt" z filmu Gangster
- Just Because
  - "The Glow of Love" by Change
- Last Dayz
  - R. Kelly - "Your Body's Callin'" by
- Betcha Don't Know
  - Najee - "Betcha Don't Know"